# Plexaurella nutans
Plexaurella nutans är en korallart som först beskrevs av Duchassaing och Giovanni Michelotti 1860.  Plexaurella nutans ingår i släktet Plexaurella och familjen Plexauridae. Inga underarter finns listade i Catalogue of Life.